# Ртутный пароструйный диффузный насос
Ртутный пароструйный диффузный насос — одна из конструкций вакуумного насоса, используется для достижения высокого вакуума. В отличие от прежде разработанных конструкций, не имеет теоретического предела достижимого давления. Запатентован немецким физиком Вольфгангом Геде в 1913 году.

## Конструкция и принцип действия

Устройство вакуумного насоса: парортутный эжектор

Устройство вакуумного насоса: парортутный с соплом Лаваля

Конструкция пароструйного диффузионного насоса сходна с устройством эжектора, но его принцип работы основан не на законе Бернулли, а на диффузии откачиваемого газа в струю пара. После конденсации пара газ, вынесенный из области высокого вакуума, откачивается форвакуумным насосом. Использование сопла заметно увеличивает производительность при низком давлении: за счет более заостренной струи уменьшается подпирающее давление пара. Как и в молекулярном насосе, области предварительного и высокого вакуума не разделены поршнем, клапанами или уплотняющей жидкостью. Существует множество конструкций данного насоса, которые отличаются в основном формой сопла.
Пароструйный диффузионный насос и паровой инжекторный насос часто используют как ступени двуступенчатого насоса. Паровой инжектор хорошо работает при большом форвакуумном давлении, и используется в основном как предварительная ступень.
Токсичность ртути привела к замене её на более безопасные и удобные рабочие жидкости, например, масло. Паромасляные диффузионные насосы отличаются в деталях конструкции, но используют тот же принцип.

## История разработки
В 1901 году русский физик П. Н. Лебедев проводил эксперименты с использованием вакуумных установок. В его установках для достижения высокого вакуума, использовался модифицированный ртутный поршневой насос, где остаточные молекулы газа захватывались парами ртути и откачивались вместе с ними. Идея использовать пары ртути для удаления остаточного газа привлекла внимание многих ученых.
В 1913 году В. Геде после серии экспериментов разработал и запатентовал конструкцию диффузионного насоса. Эта разработка оказалась весьма перспективной для работ, связанных с получением глубокого вакуума.
В дальнейшем теоретические основы работы насоса исследовались многими авторами и его конструкция многократно совершенствовалась. В 1916 году С. А. Боровик разработал модификацию насоса, позволяющую использовать её при высоких давлениях предварительного вакуумирования, до 1-3 мм рт. ст. В том же году было опубликовано описание насоса Ленгмюра, имевшего в 50 раз более высокую скорость откачки, чем оригинальная конструкция Геде.

## Применение
Применяется в микроэлектронной промышленности в качестве дополнительного насоса для получения сверхвысокого вакуума.